# Angel of Mine
Angel of Mine è un singolo di Monica il terzo estratto dall'album The Boy Is Mine e pubblicato il gennaio 1999. Il brano è scritto da Rhett Lawrence e Travon Potts e prodotto da Rodney "Darkchild" Jerkins.
È il terzo singolo della cantante a raggiungere la prima posizione negli Stati Uniti nella Billboard Hot 100 e, grazie al milione di copie vendute, ha ottenuto la certificazione di disco di platino dalla RIAA. La canzone è una cover di un singolo uscito nel 1997 del gruppo femminile britannico Eternal, che ha avuto successo nel Regno Unito e in molti altri paesi.
Nel 2014 Tiziano Ferro nel suo disco TZN - The Best of Tiziano Ferro ha pubblicato la "traduzione" di questa canzone, chiamata Angelo mio

## Video musicale
Il video della canzone è stato diretto da Diane Martel e presenta un cameo dell'attore e cantante R&B Tyrese, nei panni del protagonista maschile che suscita le attenzioni della cantante. Nel video viene raccontata una storia d'amore segreta a causa della rivalità tra gli amici di Monica e quelli di Tyrese. I due si conoscono all'uscita di un locale quando i loro amici iniziano ad azzuffarsi: nell'istante in cui si vedono per la prima volta il tempo sembra fermarsi e tutto intorno si blocca, e i due riescono ad avvicinarsi, per poi essere allontanati dai loro amici quando il tempo si sblocca. Un nuovo incontro avviene durante una festa in cui finalmente i due protagonisti riescono a toccarsi e a ballare un lento. Alla fine del video Monica lascia entrare Tyrese dalla finestra nella sua camera da letto tramite le scale antincendio; la coppia ottiene un attimo di privacy finché qualcuno non bussa alla porta.

## Pubblicazione
Monica l'ha pubblicato come terzo estratto dal suo secondo album (è una ballata della band tutta al femminile delle Eternal nel 1997, un gruppo R&B, la canzone arrivò quattordicesima posizione nella classifica dei singoli più venduti in Inghilterra e arrivò fino alla posizione numero 4 e rimase nella classifica fino alla 13ª settimana) il singolo è un ennesimo successo per la cantante. Uscito nel gennaio del 1999, la canzone infatti arriva al numero 1 della Hot 100 il 13 febbraio 1999, rimanendovi per 3 settimane consecutive e diventando per Monica la sua terza numero 1 dopo The Boy Is Mine e The First Night e il suo settimo singolo in top10.
Il successo di questo terzo singolo conferma lo status di giovanissima superstar della cantante tanto che la canzone, oltre ad ottenere il disco di platino (come molti altri singoli dell'artista), ottiene la terza posizione nella classifica dei 100 singoli di maggior successo del 1999 stilata da Billboard.
Nella classifica R&B la canzone è arrivata al numero 2, nonostante la sonorità molto pop che la caratterizza.
Il singolo ha avuto successo anche in molti altri paesi, pur non eguagliando la popolarità dei singoli precedenti.
In Australia è il terzo singolo dell'artista ad essere entrato nella top20: entrato in classifica il 25 aprile 1999 al numero 28, il pezzo è arrivato fino al numero 12 rimanendo nella top50 per 19 settimane di seguito.
In Canada la canzone è arrivata al numero 10, diventando il terzo singolo in top10 per la cantante dopo The Boy Is Mine (numero 1) e The First Night (numero 6).
Il singolo è entrato nella top 40 di altri paesi tra cui Germania e Nuova Zelanda.
In Asia il singolo è arrivato al numero 1, grazie alla popolarità acquisita dalla cantante nel continente dopo il successo di The Boy Is Mine (prima numero 1 della cantante in Asia).

## Classifiche
| Classifica (1999)                      | Posizione |
| -------------------------------------- | --------- |
| Australia                              | 12        |
| Canada                                 | 10        |
| Germania                               | 22        |
| MTV Asia Hitlist                       | 1         |
| Nuova Zelanda                          | 36        |
| Regno Unito                            | 55        |
| U.S. Billboard Hot 100                 | 1         |
| U.S. Billboard Hot R&B/Hip-Hop Singles | 2         |
| U.S. Billboard Adult Contemporary      | 6         |

### Classifiche decennali
| Classifica (1990–1999) | Posizione |
| ---------------------- | --------- |
| Stati Uniti            | 62        |

## Tracce
1. Angel of Mine
2. The First Night (So So Def Mix)